# Jim Howden
James Guthrie "Jim" Howden, född 4 september 1934, död 10 oktober 1993, var en australisk roddare.
Howden blev olympisk bronsmedaljör i åtta med styrman vid sommarspelen 1956 i Melbourne.